# Sulcarius suecicus
Sulcarius suecicus là một loài tò vò trong họ Ichneumonidae.